# Perl
Perl er et fortolket højniveau-programmeringssprog opfundet af Larry Wall i 1987.
Det blev skabt under Unix for at gøre rapportering lettere. Siden 1987 har Perl undergået store forandringer og er i dag et generelt anvendeligt programmeringssprog, som kan afvikles på flere forskellige platforme, herunder bl.a. Microsoft Windows og Unix.
Perl tilbyder kraftfulde teksthåndterings-mekanismer, som ikke ses i noget andet programmeringssprog, bl.a. ved hjælp af regulære udtryk. Perl har modsat de fleste almindelige programmeringssprog ikke nogen begrænsning mht. længder på data. Perl ses oftest brugt i forbindelse med webside-programmering[kilde mangler] (CGI-scripts). Som webside-programmeringssprog konkurrerer Perl især mod sprog som PHP, Ruby og Python. Perl bliver ofte refereret til som "The Swiss Army chainsaw of programming languages" pga. sin fleksibilitet og generelle anvendelighed.

## Ekstern henvisning
- The Perl Directory (på engelsk)